# Arrhaphipterus vanderwolfi
Arrhaphipterus vanderwolfi is een keversoort uit de familie Rhipiceridae. De wetenschappelijke naam van de soort is voor het eerst geldig gepubliceerd in 1999 door Wurst.